# 海渡翼
海渡 翼（かいと たすく、9月15日 - ）は、日本の男性声優。京都府出身。ぷろだくしょんバオバブ所属。

## 略歴
中学生の頃よりアニメが好きになり、松岡禎丞の芝居に感銘を受けて声優の存在を知った。アフレコ現場の動画などで「格好いいな」「すごいな」と思い声優を目指すも当初は親に反対される。しかし、専門学校の進級公演や卒業公演を見てもらうことにより、そこでサポートしても良いか判断してもらい、熱意をもって努力するところを見たことにより、親も理解してくれたという。大阪アニメーションカレッジ専門学校卒業後、ぷろだくしょんバオバブの所属となった。

## 人物
方言は京都弁。
資格はアナウンス検定2級、空手道2段。
特技は空手道、サッカー。趣味はダーツ、色々な物で鶴を折る、UFOキャッチャー。
空手道は父親が師範だったことから3歳の頃からやっており、二段を持っている。サッカーは小学生から高校2年生までやっていた。
憧れの声優は松岡禎丞で、日常から戦闘まで表現する芝居にすごい方だと感じ、松岡本人に興味を持ったことが声優という仕事について本格的に調べ始めたきっかけだという。
見ていたアニメには『ドラゴンボール』を挙げている。朝の再放送を見て「面白いな」と思い、漫画を読んだり、DVDを借りたり、最初から最後まで見ていた。深夜アニメを知った作品は『ソードアート・オンライン』でライトノベルが好きな友人から勧められたという。

## 出演
太字はメインキャラクター。

### テレビアニメ
2019年
- カードファイト!! ヴァンガード（客A）

2020年
- あひるの空（西条中バスケ部）
- シャドウバース（観客）

2021年
- アイドリッシュセブン Third BEAT!（制作スタッフ）

2022年
- 継母の連れ子が元カノだった（男子生徒、男子生徒A）
- ブルーロック（2022年 - 2024年、蜂楽廻） - 2シリーズ

2023年
- 機動戦士ガンダム 水星の魔女（生徒）

2024年
- 悪役令嬢レベル99 〜私は裏ボスですが魔王ではありません〜（エレン）
- ザ・ファブル（キックのつれ）
- 黒執事 -寄宿学校編-（学生）
- となりの妖怪さん（男性警官、パトリック、カイセイ、西谷和彦〈青年〉、中野）
- WIND BREAKER
- 甘神さんちの縁結び（2024年 - 2025年、通行人、参拝客、ナンパ男、男子生徒）
- ダンダダン（男子生徒C）
- アオのハコ
- BLEACH 千年血戦篇-相剋譚-（学生）

2025年
- サラリーマンが異世界に行ったら四天王になった話（モブ、亜人B、モブA）
- カードファイト!! ヴァンガード Divinez（男子）
- ハニーレモンソーダ（同級生男子）
- 片田舎のおっさん、剣聖になる（ボルタ）
- 気絶勇者と暗殺姫（魔族生徒）

### 劇場アニメ
- あんさんぶるスターズ!!-Road to Show!!-（2022年、桜河こはく[23]）
- 劇場版ブルーロック -EPISODE 凪-（2024年、蜂楽廻[24]）

### Webアニメ
- Duel Masters LOST 〜追憶の水晶〜（2024年、キャンプ客B）

### ゲーム
2019年
- ファイトリーグ（不知火焔）
- DREAM!ing（浅霧巳陽）

2020年
- あんさんぶるスターズ!! Basic / Music（2020年 - 2024年、桜河こはく） - 2作品
- モンスターストライク（2020年 - 2022年、ヨグ＝ソトース、ホーツォク）

2022年
- ブルーロック Project:World Champion（蜂楽廻）
- コードギアス 反逆のルルーシュ ロストストーリーズ

2023年
- 共闘ことばRPG コトダマン（蜂楽廻）
- 戦国 A LIVE（佑太郎）

2024年
- 燃えよ!乙女道士 〜華遊恋語〜（ヨキ）

### ドラマCD
- 『DREAM!ing』 〜ぶらり！冬の東京観光！〜（2021年、浅霧巳陽[33]）

### 吹き替え
- RINGING FATE（2025年、羊男[9]、男[18]）

### オーディオドラマ
- 千年出版社第一編集部の編集男子が好きなもの～ちょっぴり懐かしい都市伝説編～（2021年、四月一日新一[34]）

### デジタルコミック
2020年
- アソビバ。（クマトラ）

2021年
- Fけん（富士君）
- 形而上の君と（霧原昴）
- とげとげ（藍馬純緒）
- DC3（DC3）

### ラジオ
※はインターネット配信
- あんさんぶるスターズ！！『ALKALOID』＆『Crazy:B』のラジオスクエア！！（2019年 ‐ 2020年、音泉※）[40]
- 月刊新・男前通信1月号～月刊 海渡翼（2022年、文化放送モバイルpuls※）79代目パーソナリティ[41]

### テレビ番組
※はインターネット配信
- ブルーロック放送室（2022年9月 - 、ABEMA※）番組MC[42]

### ナレーション
- タカラトミー ベイブレード『オーバードライブSPスターターセット篇』（2021年、CMナレーション[43]）
- FIFAワールドカップ64 #6 C・ロナウド 感動秘話＆カタール現地旅SP（2022年、番組ナレーション[44]）

### 朗読劇
- 朗読劇『六本木クラス』（金城龍二）
- 朗読劇 『Time [never] comes back!?』（ミチル）
- 朗読劇『いつもポケットにショパン～2nd Lesson～』（緒方季晋）
- アニマックス朗読劇「坂道のアポロン」（西見薫）
- リーディングステージ『東京クロノス 渋谷隔絶』（神谷才）[45]

### CM
- 日本中央競馬会ブランドCM「今日、わたしの物語が走ります。Another side篇」（2023年、職人）[46]

### 映像商品
- あんさんぶるスターズ！！ユニットソングCD ALKALOID＆Crazy:B リリースライブ～kiss of party～（2021年4月28日）[47]

### その他コンテンツ
- SPECTACLE Spectrum（2020年 - 、サンゴ[48]）
- 星芥ショータイム（2023年 - 、オクト〈四条憶人〉）

### 単独イベント
- 海渡翼 ～ファンミーティング～（2024年7月27日、新宿グラムシュタイン）[49]
- 海渡翼 ～バースデーイベント2024～（2024年9月15日、日本橋PACMAN）[50]

## 方言指導・監修
- DREAM!ing（2019年）
- 東京カラーソニック（2023年）

## ディスコグラフィ

### キャラクターソング
| 発売日   | 商品名                                                             | 歌                                                                             | 楽曲                                                                   | 備考                                   |
| 2020年   | 2020年                                                             | 2020年                                                                         | 2020年                                                                 | 2020年                                 |
| -------- | ------------------------------------------------------------------ | ------------------------------------------------------------------------------ | ---------------------------------------------------------------------- | -------------------------------------- |
| 1月29日  | あんさんぶるスターズ!! ユニットソングCD Crazy:B                    | Crazy:B                                                                        | 「Crazy Roulette」 「Be The Party Bee!」 「RISKY VENUS」               | ゲーム『あんさんぶるスターズ!!』関連曲 |
| 8月26日  | BRAND NEW STARS!!                                                  | ESオールスターズ                                                               | 「BRAND NEW STARS!!」                                                  | ゲーム『あんさんぶるスターズ!!』主題歌 |
| 8月26日  | BRAND NEW STARS!!                                                  | ESオールスターズ                                                               | 「Walk with your smile」                                               | ゲーム『あんさんぶるスターズ!!』関連曲 |
| 10月28日 | あんさんぶるスターズ!! ESアイドルソング season1 Double Face        | Double Face                                                                    | 「=EYE=」 「Stippling」 「Secret of Metropolis」 「BRAND NEW STARS!!」 | ゲーム『あんさんぶるスターズ!!』関連曲 |
| 12月23日 | あんさんぶるスターズ!! ESアイドルソング season1 Crazy:B            | Crazy:B                                                                        | 「Honeycomb Summer」 「PARANOIA STREET」 「BRAND NEW STARS!!」         | ゲーム『あんさんぶるスターズ!!』関連曲 |
| 2021年   |                                                                    |                                                                                |                                                                        |                                        |
| 6月23日  | FUSIONIC STARS!!                                                   | ESオールスターズ                                                               | 「FUSIONIC STARS!!」                                                   | ゲーム『あんさんぶるスターズ!!』関連曲 |
| 7月14日  | あんさんぶるスターズ!! ESアイドルソング season2 Crazy:B            | Crazy:B                                                                        | 「指先のアリアドネ」 「Noisy:Beep」                                    | ゲーム『あんさんぶるスターズ!!』関連曲 |
| 7月22日  | あんさんぶるスターズ!! FUSION UNIT SERIES 02 Ra*bits ✕ Double Face | Ra*bits、Double Face                                                           | 「ポケットに宇宙」                                                     | ゲーム『あんさんぶるスターズ!!』関連曲 |
| 7月22日  | あんさんぶるスターズ!! FUSION UNIT SERIES 02 Ra*bits ✕ Double Face | Double Face                                                                    | 「FUSIONIC STARS!!」                                                   | ゲーム『あんさんぶるスターズ!!』関連曲 |
| 12月14日 | ブルーロック キャラクターソングミニアルバム vol.1                  | TEAM Z                                                                         | 「The Last One」                                                       | テレビアニメ『ブルーロック』関連曲     |
| 12月14日 | ブルーロック キャラクターソングミニアルバム vol.1                  | 潔世一（浦和希）、蜂楽廻（海渡翼）、國神錬介（小野友樹）、千切豹馬（斉藤壮馬） | 「Beyond the Image」                                                   | テレビアニメ『ブルーロック』関連曲     |
| 2022年   |                                                                    |                                                                                |                                                                        |                                        |
| 2月9日   | あんさんぶるスターズ!!シャッフルユニットソングコレクション vol.02  | La Mort                                                                        | 「Noir Neige」                                                         | ゲーム『あんさんぶるスターズ!!』関連曲 |
| 3月9日   | あんさんぶるスターズ!! FUSION UNIT SERIES 07 Crazy:B × 2wink       | Crazy:B、2wink［葵ひなた&葵ゆうた（斉藤壮馬）］                                | 「LEMON SQUASH CHEERS!」                                               | ゲーム『あんさんぶるスターズ!!』関連曲 |
| 3月9日   | あんさんぶるスターズ!! FUSION UNIT SERIES 07 Crazy:B × 2wink       | Crazy:B                                                                        | 「FUSIONIC STARS!!」                                                   | ゲーム『あんさんぶるスターズ!!』関連曲 |
| 2024年   |                                                                    |                                                                                |                                                                        |                                        |
| 6月26日  | BRAND NEW STARS!!                                                  | ESオールスターズ                                                               | 「BRAND NEW STARS!!」 「Walk with your smile」                         | ゲーム『あんさんぶるスターズ!!』関連曲 |
| 6月26日  | FUSIONIC STARS!!                                                   | ESオールスターズ                                                               | 「FUSIONIC STARS!!」                                                   | ゲーム『あんさんぶるスターズ!!』関連曲 |
| 6月26日  | あんさんぶるスターズ!! FUSION UNIT SERIES 02 Ra*bits ✕ Double Face | Ra*bits、Double Face                                                           | 「ポケットに宇宙」                                                     | ゲーム『あんさんぶるスターズ!!』関連曲 |